# Третьяково (Костромская область)
Третьяко́во — деревня в составе Ивановского сельского поселения Шарьинского района Костромской области России.

## История
В начале XVII века деревня принадлежала боярину князю Фёдору Мстиславскому, спустя некоторое время после смерти которого, в 1640 году вместе с другими деревнями была пожалована царём Алексеем Михайловичем князю Борису Репнину, от которого деревня перешла его потомкам.
Согласно Спискам населенных мест Российской империи в 1872 году деревня относилась к 2 стану Ветлужского уезда Костромской губернии. В ней числилось 17 дворов, проживали 83 мужчины и 85 женщин.
Согласно переписи населения 1897 года в деревне проживало 230 человек (91 мужчина и 139 женщин).
Согласно Списку населенных мест Костромской губернии в 1907 году деревня относилась к Рождественской волости Ветлужского уезда Костромской губернии. По сведениям волостного правления за 1907 год в деревне числилось 47 крестьянских дворов и 282 жителя. Основным занятием жителей деревни был лесной промысел.
До 2010 года деревня входила в состав Марутинского сельского поселения.

## Население
| 2008 | 2010 | 2014 | 2024 |
| ---- | ---- | ---- | ---- |
| 30   | ↘20  | ↗24  | ↘9   |